# Podział administracyjny Stanów Zjednoczonych
Podział administracyjny Stanów Zjednoczonych Ameryki – system podziału terytorialno-administracyjnego USA, będącego państwem o strukturze federacyjnej, gdzie wydzielone jednostki mają większą możliwość decyzyjności niż np. w państwach o charakterze unitarnym.

## Podział

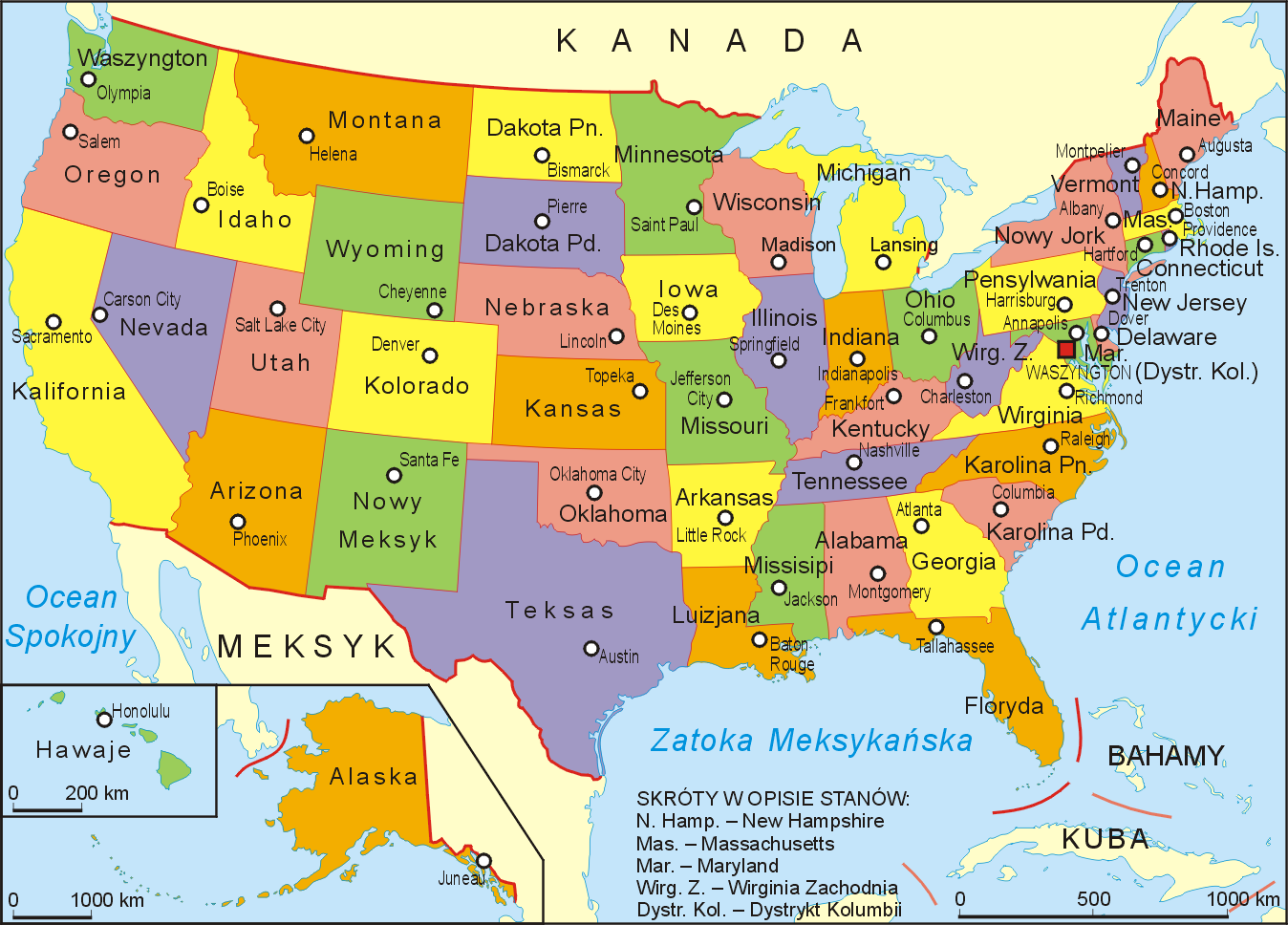
Mapa podziału administracyjnego Stanów Zjednoczonych z widocznymi stanami i ich stolicami.

### Stany
Stany Zjednoczone złożone są z pięćdziesięciu stanów. Dzieli się je nieoficjalnie na:
- 48 stanów tzw. kontynentalnych, stanowiących główny trzon terytorium państwa, rozciągający się na całą szerokość Ameryki Północnej
- stan Alaska, również leżący na obszarze kontynentu, ale oddzielony od pozostałych stanów kontynentalnych obszarem Kanady
- stan Hawaje, położony na archipelagu o tej samej nazwie, oddalonym na zachód od kontynentu Ameryki Północnej.
- Dystrykt Kolumbii, potocznie zwany Waszyngtonem, będący dodatkowym okręgiem federalnym, lecz nieleżącym na terenie żadnego ze stanów, wydzielony w 1791 roku jako osobny okręg, stanowiący oficjalną stolicą państwa.

### Hrabstwa
Wszystkie stany USA (z wyjątkiem Alaski i Luizjany) dzielą się na hrabstwa (ang. county), których jest 3048.

## Podstawa prawna
Podstawy ustrojowe i podziału terytorialnego Stanów Zjednoczonych określa Konstytucja Stanów Zjednoczonych z roku 1787 (ratyfikowana w 1789), w latach 1795–1992 uzupełniona o 27 poprawek. Wskutek przemian politycznych, jakie dokonywały się na obszarze dzisiejszego USA od XVIII do XX wieku, poszczególne stany różnią się datą wstąpienia do unii.

### Historia podziału
W połowie XVIII wieku istniało tylko trzynaście kolonii amerykańskich, które utworzyły podwaliny dzisiejszego państwa związkowego. Były to: Connecticut, Delaware, Georgia, Karolina Południowa, Karolina Północna, Maryland, Massachusetts, New Hampshire, New Jersey, Nowy Jork, Pensylwania, Rhode Island i Wirginia. Liczyły one w sumie około półtora miliona mieszkańców.

## Szczegółowy podział
Poniżej znajdują się szczegółowe informacje nt. każdego ze stanów, ich ludności, powierzchni oraz czasu zmian ich historycznego statusu.
| Lp. | Stan                | Skrót | Powierzchnia (w tys. km²) | Ludność (w mln) | Stolica        | Data przystąpienia do Unii | Liczba hrabstw        | Flaga stanu         |
| --- | ------------------- | ----- | ------------------------- | --------------- | -------------- | -------------------------- | --------------------- | ------------------- |
| 1   | Alabama             | AL    | 131,4                     | 4,599           | Montgomery     | 14 grudnia 1819(dts)       | 67                    | Alabama             |
| 2   | Alaska              | AK    | 1717,8                    | 0,670           | Juneau         | 3 stycznia 1959(dts)       | 0                     | Alaska              |
| 3   | Arizona             | AZ    | 295,3                     | 6,166           | Phoenix        | 14 lutego 1912(dts)        | 15                    | Arizona             |
| 4   | Arkansas            | AR    | 137,8                     | 2,811           | Little Rock    | 15 czerwca 1836(dts)       | 75                    | Arkansas            |
| 5   | Connecticut         | CT    | 14,4                      | 3,505           | Hartford       | 9 stycznia 1788(dts)       | 8                     | Connecticut         |
| 6   | Dakota Południowa   | SD    | 199,9                     | 0,782           | Pierre         | 2 listopada 1889(dts)      | 67                    | Dakota Południowa   |
| 7   | Dakota Północna     | ND    | 183,3                     | 0,636           | Bismarck       | 2 listopada 1889(dts)      | 53                    | Dakota Północna     |
| 8   | Delaware            | DE    | 6,4                       | 0,853           | Dover          | 7 grudnia 1787(dts)        | 3                     | Delaware            |
| 9   | Floryda             | FL    | 170,3                     | 18,090          | Tallahassee    | 3 marca 1845(dts)          | 67                    | Floryda             |
| 10  | Georgia             | GA    | 154                       | 9,364           | Atlanta        | 2 stycznia 1788(dts)       | 160                   | Georgia             |
| 11  | Hawaje              | HI    | 29,3                      | 1,285           | Honolulu       | 21 sierpnia 1959(dts)      | 5                     | Hawaje              |
| 12  | Idaho               | ID    | 216,6                     | 1,466           | Boise          | 3 lipca 1890(dts)          | 44                    | Idaho               |
| 13  | Illinois            | IL    | 149,9                     | 12,832          | Springfield    | 3 grudnia 1818(dts)        | 102                   | Illinois            |
| 14  | Indiana             | IN    | 94,3                      | 6,314           | Indianapolis   | 11 grudnia 1816(dts)       | 92                    | Indiana             |
| 15  | Iowa                | IA    | 145,7                     | 2,982           | Des Moines     | 28 grudnia 1846(dts)       | 99                    | Iowa                |
| 16  | Kalifornia          | CA    | 410,0                     | 36,458          | Sacramento     | 9 września 1850(dts)       | 58                    | Kalifornia          |
| 17  | Kansas              | KS    | 213,0                     | 2,764           | Topeka         | 29 stycznia 1861(dts)      | 105                   | Kansas              |
| 18  | Karolina Południowa | SC    | 83,0                      | 4,321           | Columbia       | 23 maja 1788(dts)          | 46                    | Karolina Południowa |
| 19  | Karolina Północna   | NC    | 139,5                     | 8,857           | Raleigh        | 21 listopada 1789(dts)     | 100                   | Karolina Północna   |
| 20  | Kentucky            | KY    | 104,7                     | 4,206           | Frankfort      | 1 czerwca 1792(dts)        | 120                   | Kentucky            |
| 21  | Kolorado            | CO    | 269,8                     | 4,753           | Denver         | 1 sierpnia 1876(dts)       | 64                    |                     |
| 22  | Luizjana            | LA    | 134,4                     | 4,288           | Baton Rouge    | 30 kwietnia 1812(dts)      | 0                     | Luizjana            |
| 23  | Maine               | ME    | 86,5                      | 1,322           | Augusta        | 15 marca 1820(dts)         | 16                    | Maine               |
| 24  | Maryland            | MD    | 32,2                      | 5,616           | Annapolis      | 28 kwietnia 1788(dts)      | 23 + miasto Baltimore | Maryland            |
| 25  | Massachusetts       | MA    | 27,4                      | 6,437           | Boston         | 6 lutego 1788(dts)         | 14                    | Massachusetts       |
| 26  | Michigan            | MI    | 253,8                     | 10,096          | Lansing        | 26 stycznia 1837(dts)      | 83                    | Michigan            |
| 27  | Minnesota           | MN    | 225,4                     | 5,167           | Saint Paul     | 11 maja 1858(dts)          | 87                    | Minnesota           |
| 28  | Missisipi           | MS    | 125,4                     | 2,911           | Jackson        | 10 grudnia 1817(dts)       | 82                    |                     |
| 29  | Missouri            | MO    | 180,7                     | 5,843           | Jefferson City | 10 sierpnia 1821(dts)      | 115                   |                     |
| 30  | Montana             | MT    | 381,1                     | 0,945           | Helena         | 8 listopada 1889(dts)      | 56                    | Montana             |
| 31  | Nebraska            | NE    | 200,5                     | 1,768           | Lincoln        | 1 marca 1867(dts)          | 93                    | Nebraska            |
| 32  | Nevada              | NV    | 286,4                     | 2,496           | Carson City    | 31 października 1864(dts)  | 16                    | Nevada              |
| 33  | New Hampshire       | NH    | 24,2                      | 1,315           | Concord        | 21 czerwca 1788(dts)       | 10                    | New Hampshire       |
| 34  | New Jersey          | NJ    | 20,6                      | 8,725           | Trenton        | 18 grudnia 1787(dts)       | 21                    | New Jersey          |
| 35  | Nowy Jork           | NY    | 141,2                     | 19,306          | Albany         | 26 lipca 1788(dts)         | 62                    |                     |
| 36  | Nowy Meksyk         | NM    | 315,2                     | 1,955           | Santa Fe       | 6 stycznia 1912(dts)       | 33                    | Nowy Meksyk         |
| 37  | Ohio                | OH    | 116,1                     | 11,478          | Columbus       | 1 marca 1803(dts)          | 88                    | Ohio                |
| 38  | Oklahoma            | OK    | 181,2                     | 3,579           | Oklahoma City  | 16 listopada 1907(dts)     | 77                    | Oklahoma            |
| 39  | Oregon              | OR    | 255,0                     | 3,701           | Salem          | 14 lutego 1859(dts)        | 36                    | Oregon              |
| 40  | Pensylwania         | PA    | 119,3                     | 12,440          | Harrisburg     | 12 grudnia 1787(dts)       | 67                    | Pensylwania         |
| 41  | Rhode Island        | RI    | 3,1                       | 1,068           | Providence     | 29 maja 1790(dts)          | 5                     | Rhode Island        |
| 42  | Teksas              | TX    | 678,0                     | 23,508          | Austin         | 29 grudnia 1845(dts)       | 254                   | Teksas              |
| 43  | Tennessee           | TN    | 109,2                     | 6,039           | Nashville      | 1 czerwca 1796(dts)        | 95                    | Tennessee           |
| 44  | Utah                | UT    | 219,9                     | 2,550           | Salt Lake City | 4 stycznia 1896(dts)       | 29                    | Utah                |
| 45  | Vermont             | VT    | 24,9                      | 0,624           | Montpelier     | 4 marca 1791(dts)          | 14                    | Vermont             |
| 46  | Waszyngton          | WA    | 184,8                     | 6,396           | Olympia        | 11 listopada 1889(dts)     | 39                    |                     |
| 47  | Wirginia            | VA    | 110,9                     | 7,643           | Richmond       | 25 czerwca 1788(dts)       | 95                    | Wirginia            |
| 48  | Wirginia Zachodnia  | WV    | 62,8                      | 1,818           | Charleston     | 20 czerwca 1863(dts)       | 55                    | Wirginia Zachodnia  |
| 49  | Wisconsin           | WI    | 169,8                     | 5,557           | Madison        | 29 maja 1848(dts)          | 72                    | Wisconsin           |
| 50  | Wyoming             | WY    | 253,3                     | 0,515           | Cheyenne       | 10 lipca 1890(dts)         | 23                    | Wyoming             |